# Спеј
Спеј (енгл. River Spey) је река у Уједињеном Краљевству, у Шкотској. Дуга је 172 km. Улива се у Moray Firth, односно Северно море. 